# Musikjahr 1778
Liste der Musikjahre

◄◄ | ◄ | 1774 | 1775 | 1776 | 1777 | Musikjahr 1778 | 1779 | 1780 | 1781 | 1782 | ► | ►►

Weitere Ereignisse
Dieser Artikel behandelt das Musikjahr 1778.

## Ereignisse
- 14. Januar: Wolfgang Amadeus Mozart trifft bei einem Besuch in Mannheim auf den Komponisten Georg Joseph Vogler.
- 23. März: Nach fünfmonatigem Aufenthalt in Mannheim treffen Wolfgang Amadeus Mozart und seine Mutter in Paris ein. Dort kann Mozart seine Ballettmusik Les petits riens aufführen, bekommt darüber hinaus aber keine weiteren Engagements.
- 15. März: Thomas Arne wird nach einer Trauerfeier in der St Paul’s Church (Covent Garden) begraben.
- 20. März: Jiří Antonín Benda verlässt seinen Posten als Kapellmeister am Hof von Ernst II., Herzog von Sachsen-Gotha-Altenburg.
- 26. März: Der siebenjährige Ludwig van Beethoven gibt sein erstes Klavierkonzert in Köln.
- 03. Juli: Anna Maria Mozart, die Mutter von Wolfgang Amadeus Mozart stirbt 10 Uhr abends in Paris. Der junge Mozart wohnt anschließend einige Monate in einer Wohnung des Barons Melchior Grimm, wo auch Joseph Bologne, Chevalier de Saint-Georges schon seit zwei Jahren lebt.
- 01. August: In London erfolgt die erste Veröffentlichung des Trinkliedes To Anacreon in Heaven mit dem Text von Ralph Tomlinson und der Melodie John Stafford Smith. Die US-amerikanische Nationalhymne The Star-Spangled Banner wird aus dieser Melodie mit neuem Text von Francis Scott Key hervorgehen.
- 03. August: Das Teatro alla Scala in Mailand wird nach einer Bauzeit von nur 23 Monaten als Nachfolgebau des 1776 abgebrannten Teatro Regio Ducale mit der Oper L’Europa riconosciuta von Antonio Salieri eröffnet.
- 27. August: Wolfgang Amadeus Mozart trifft Johann Christian Bach in Paris.
- 26. September: Wolfgang Amadeus Mozart tritt seine Rückreise nach Salzburg an, um die vakante Stelle eines Hoforganisten anzutreten. Die Reise führt ihn über Straßburg, Mannheim, Kaisersheim und München.

### Opern und andere Bühnenwerke

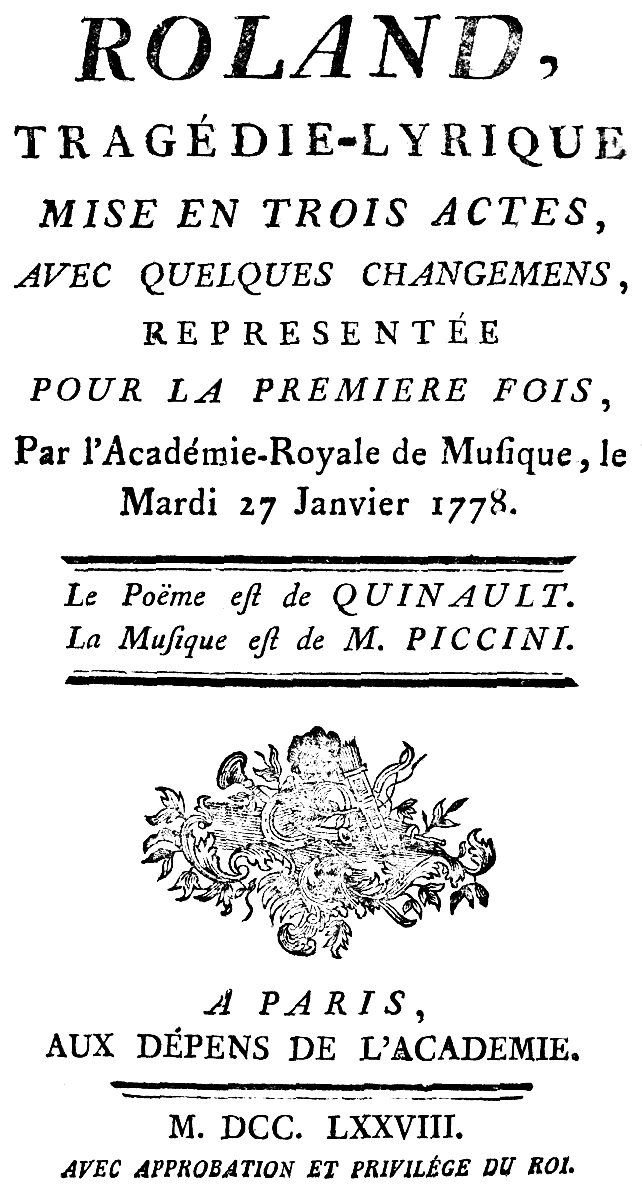
Titelseite des Librettos der Oper Roland von Niccolò Piccinni

- 27. Januar: Niccolò Piccinnis erste französische Oper Roland wird in der Pariser Oper uraufgeführt.
- 00. Januar: Uraufführung der Oper Antigono von Anton Adam Bachschmid nach dem Libretto von Pietro Metastasio in Eichstätt am Hof von Raymund Anton von Strasoldo.
- 17. Februar: Ignaz Umlaufs Die Bergknappen ist das erste Singspiel eines einheimischen Komponisten, das in Wien aufgeführt wird.
- 28. März: Premiere der Oper Le jugement de Midas von André-Ernest-Modeste Grétry im Palais-Royal in Paris.
- 04. April: Premiere der Oper La clemenza di Scipione von Johann Christian Bach im King’s Theatre.
- 24. Mai: Premiere des Balletts Andromeda von Anton Vigano auf der Brünner Schaubühne.
- 24. Juli: Am russischen Hof in St. Petersburg findet die Uraufführung der Oper Lo sposo burlato von Giovanni Paisiello statt.
- 03. August: Uraufführung der Oper L’Europa riconosciuta von Antonio Salieri in der Mailänder Scala. Salieri hat seine große Opera seria speziell zur Einweihung des Opernhauses geschrieben.
- 20. November: Uraufführung der Oper Les fausses apparences ou L’amant jaloux von André-Ernest-Modeste Grétry im Schlosstheater von Versailles.
- 27. Dezember: Uraufführung der Oper La scuola de’ gelosi von Antonio Salieri am Teatro San Moisè in Venedig.
- Die komische Oper Martin Velten von Carl Christian Agthe wird im Theater im Gildenhaus in Reval uraufgeführt.
- Pierre-Joseph Candeille – Les Deux comtesses
- Christian Cannabich – Azakia
- Charles Dibdin – The Shepherdess of the Alps
- Antonio Sacchini – Erifile
- Peter von Winter – Cora und Alonzo (Oper)
- Vicente Martín y Soler: Vier Ballette, die alle am Teatro San Carlo in Neapel uraufgeführt werden: (1) Li novelli sposi persiani, (2)	Agamemnone; (3) L’eroismo di Caterina prima, imperatrice delle Russie und (4) Il barbiere di Siviglia (nach Pierre Augustin Caron de Beaumarchais).

### Kammermusik
- Carl Philipp Emanuel Bach – Sechs Sonaten für Kenner und Liebhaber (Clavichord, Cembalo oder Hammerklavier)
- Luigi Boccherini
  - 6 Quintetti op. 25
  - 6 Quartettini op. 26[1]
- Jean-Frédéric Edelmann – 3 Sonates, op. 6, pour clavecin
- Wolfgang Amadeus Mozart – Violinsonate in C-Dur (KV 296)

### Kirchenmusik
- Joseph Haydn – Missa brevis Sancti Johannis de Deo, Kleine Orgelsolomesse (Hob. XXII:7)

### Orchestermusik
- François Joseph Gossec – Symphonie concertante in F-Dur Nr. 2, à plusieurs instruments
- Wolfgang Amadeus Mozart
  - Sinfonie Nr. 31 in D-Dur, „Pariser Sinfonie“ (KV 297)
  - Concerto für Violine und Klavier D-Dur (KV315f)
  - Sinfonia concertante für Flöte, Oboe, Horn und Fagott Es-Dur (KV 297B)
  - Flötenkonzert G-Dur (KV 313/KV 285c)
  - Flötenkonzert D-Dur (KV 314/KV 285d)
  - Andante für Flöte und Orchester, C-Dur (KV 315/KV 285e)
  - Konzert für Flöte, Harfe und Orchester C-Dur (KV 299/KV 297c)

### Populärmusik
- William Billings – The Singing Master’s Assistant

## Geboren

### Geburtsdatum gesichert
- 18. Januar: Franz Weiß, böhmischer Bratschist und Komponist († 1830)
- 14. Februar (getauft): Fernando Sor, spanischer Gitarrist und Komponist († 1839)
- 08. März: Friedrich August Kanne, österreichischer Komponist und Musikschriftsteller († 1833)
- 08. Mai: Johann Gänsbacher, österreichischer Komponist und Dirigent († 1844)
- 09. Juni: Joseph Wilde, schlesischer Komponist, Dirigent und Geiger († 1831)
- 02. August: Johann Michael Hauber, deutscher römisch-katholischer Geistlicher, Schriftsteller und Hofkapellmeister († 1843)
- 03. September: Auguste Kreutzer, französischer Komponist und Musiker († 1832)
- 27. September: Carl Friedrich Rungenhagen, deutscher Komponist und Musikpädagoge († 1851)
- 14. November: Johann Nepomuk Hummel, österreichischer Komponist und Pianist († 1837)
- 15. November: Carolina Kuhlman, schwedische Schauspielerin und Sängerin († 1866)
- 19. Dezember: Friedrich Gruhl, deutscher Kupferschmied und Glockengießer († 1852)

### Genaues Geburtsdatum unbekannt
- Domenico Barbaja, italienischer Impresario und Opernintendant († 1841)
- Henry Smart, englischer Geiger, Bratschist und Komponist († 1824)

## Gestorben

### Januar bis Juni

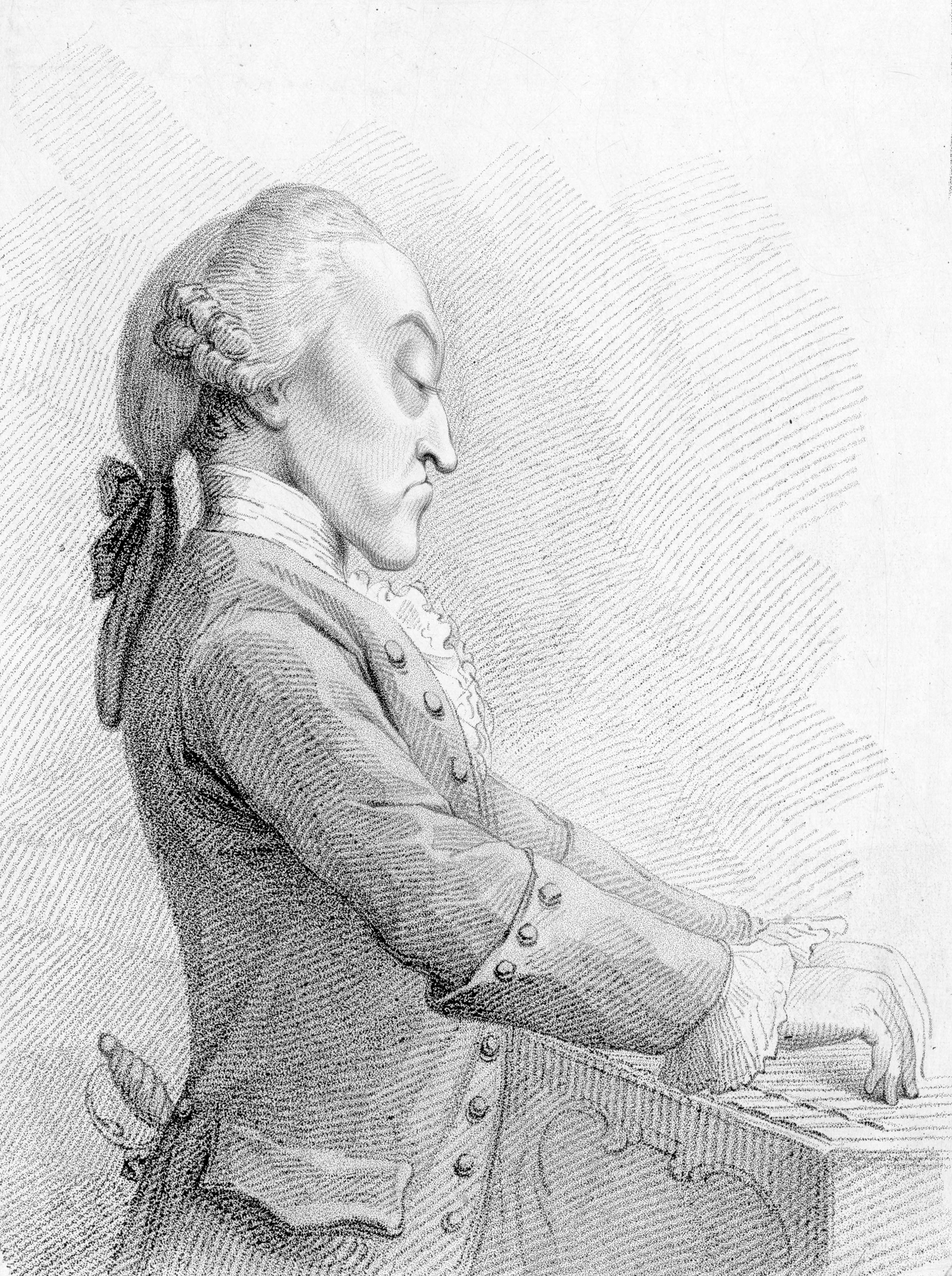
Thomas Augustine Arne; † 5. März

- 15. Februar: Johann Gottlieb Görner, deutscher Komponist und Organist (* 1697)
- 05. März: Thomas Arne, britischer Komponist (* 1710)
- 05. März: Giovanni Battista Costanzi, italienischer Komponist und Cellist (* 1704)
- 03. April: Francesco Corselli, italienischer Komponist (* 1705)
- 04. April: Georg Andreas Sorge, deutscher Komponist und Musiktheoretiker (* 1703)
- 07. April: Johann Balthasar Kehl, deutscher Komponist und Organist (* 1725)
- 22. April: Ignaz Franz Wörle, altösterreichischer Orgelbauer (* 1710)
- 08. Mai: Lorenz Christoph Mizler, deutscher Gelehrter, Schriftsteller, Mediziner, Buchdrucker, Buchhändler, Musiktheoretiker und Musikwissenschaftler (* 1711)
- 01. Juni (begraben): Albertus Groneman, niederländischer Komponist deutscher Abstammung (* 1711)
- 07. Juni: Johann Georg Zechner, österreichischer Organist und Komponist (* 1716)
- 15. Juni: František Jiránek, böhmischer Komponist (* 1698)
- 19. Juni: Francesca Cuzzoni, italienische Opernsängerin in der Stimmlage Sopran (* 1696)

### Juli bis Dezember

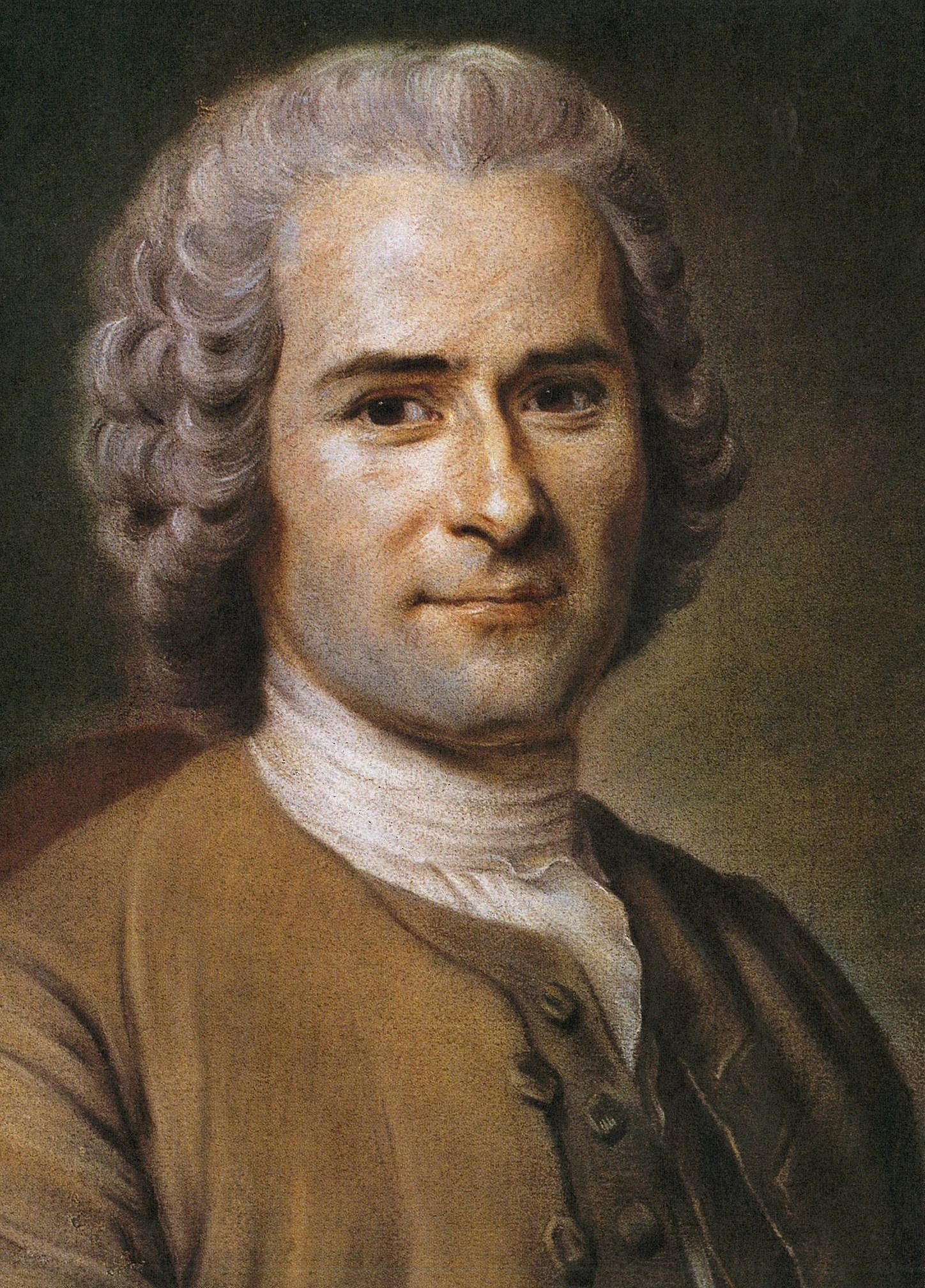
Jean-Jacques Rousseau; † 2. Juli

Anna Maria Mozart; † 3. Juli

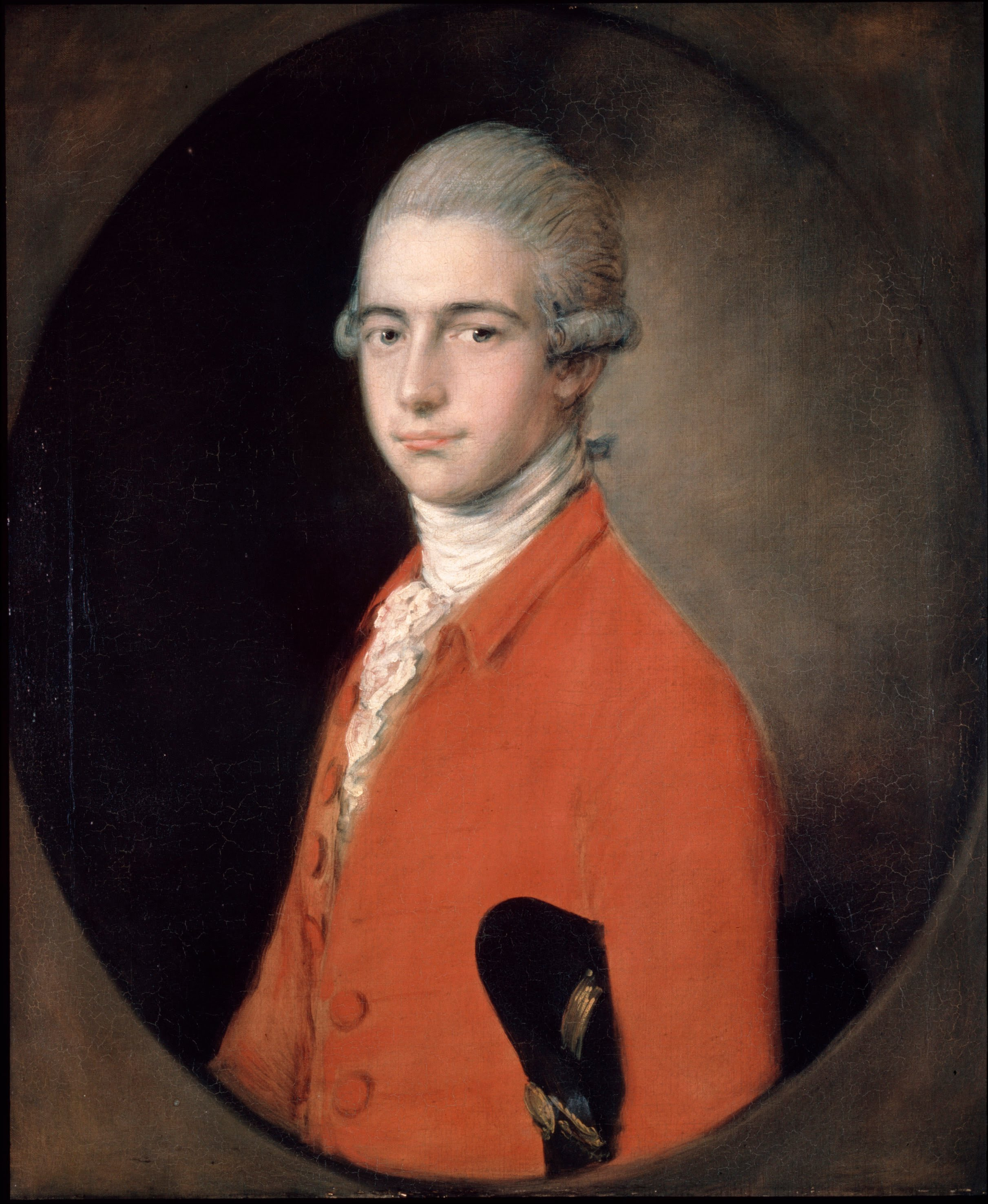
Thomas Linley junior; † 5. August

Augustus Montague Toplady; † 11. August

- 02. Juli: Jean-Jacques Rousseau, Genfer Schriftsteller, Philosoph, Pädagoge, Naturforscher und Komponist (* 1712)
- 03. Juli: Anna Maria Mozart, Mutter von Wolfgang Amadeus Mozart (* 1720)
- 26. Juli: Philipp Ernst Wegmann, deutscher Orgelbauer (* 1734)
- 05. August: Thomas Linley junior, englischer Komponist und Violinist (* 1756)
- 11. August: Giuseppe Lolli, Hofkapellmeister und Tenorist (* 1701)
- 11. August: Augustus Montague Toplady, englischer Geistlicher und Lieddichter (* 1740)
- 24. August: Johannes Ringk, deutscher Komponist und Organist (* 1717)
- 23. September: Quirino Gasparini, italienischer Komponist und Cellist (* 1721)
- 30. Oktober: Davide Perez, italienischer Opernkomponist (* 1711)
- 26. November: Jean-Noël Hamal, wallonischer Komponist (* 1709)
- 22. Dezember: Hermann Friedrich Raupach, deutscher Komponist (* 1728)
- 23. Dezember: Andreas Dieterich, deutscher Ordensgeistlicher und Kirchenmusiker (* 1717)

### Genaues Todesdatum unbekannt
- Antonio Vandini, italienischer Cellist und Komponist (* um 1690)

### Gestorben um 1778
- Americus Backers, niederländischer Erfinder der Klaviermechanik (* um 1740)
- Marguerite Antoinette Couperin, französische Cembalistin (* 1705)